# 島田髷
島田髷是日本舊時流行的一種女性髮型，多為年輕女性或藝妓、遊女（娼妓）等職業的女性所梳結，已成為日本文化的代表特色之一。

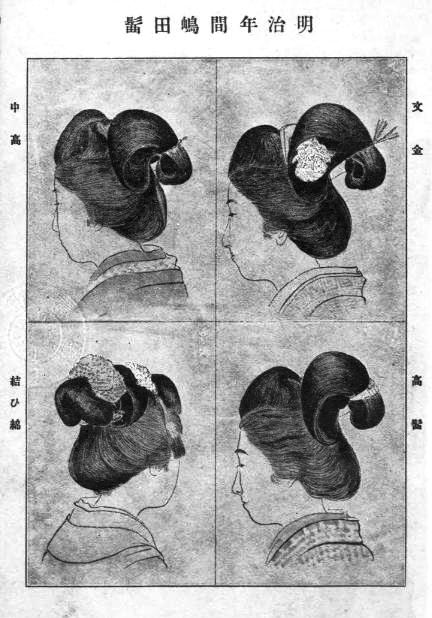
明治期的島田髷

## 起源
島田髷的起源主要有3說：
1. 江戶時代，東海道「島田宿」的遊女之間開始流行。
2. 寬永年間，歌舞伎演員「島田万吉」開始梳結。
3. 日語(shimeta)的發音所轉變而來。

一般以第1說最為人所熟知，島田宿所在地的靜岡縣島田市也以島田髷發源地自居，並有稱為「島田髷祭」的祭典。
相較於男性因為受到明治時代的散髮脫刀令而改梳理西式髮型，女性就比較沒有受到這方面的壓迫，雖然爾後日本進行全盤的西化，但島田髷一直到昭和初期仍可見於一般的女性梳理，直到戰後日本經濟開始發展起來，島田髷才慢慢在日本女性之間消失，現今只有在時代劇、傳統儀式或是在藝妓身上才能看到島田髷的影子。